# Jädraås–Tallås Järnväg
Jädraås-Tallås Järnväg är sedan 1972 en 6 kilometer lång smalspårig museijärnväg, med spårvidd 891 mm, som trafikerar före detta Tallås–Jädraås Järnväg öppnad 1884 och en del av före detta Lilla Björnmossen–Tallås Järnväg öppnad 1884. Bägge järnvägarna blev en del av Dala–Ockelbo–Norrsundets Järnväg DONJ 1897.

## Föreningens historia
Föreningen startades 1961 under namnet 891-Järnvägarnas Museisällskap. 1970 kördes den första trafiken mellan Jädraås och Tallås två år efter att godstrafiken hade upphört på sträckan. Trafiken upphörde på Dala-Ockelbo-Norrsundets Järnväg från Jädraås mot kusten 1970. Föreningen byte 1975 namn till Museisällskapet Jädraås - Tallås Järnväg.
Föreningens mål är att i drift visa rullande material från före detta Dala–Ockelbo–Norrsundets Järnväg (DONJ) i sin ursprungsmiljö. Även material från Byvalla–Långshyttans Järnväg (BLJ), Nordmark–Klarälvens Järnvägar (NKlJ) och Stockholm–Roslagens Järnvägar (SRJ) ingår i samlingarna.

## Stationer och hållplatser

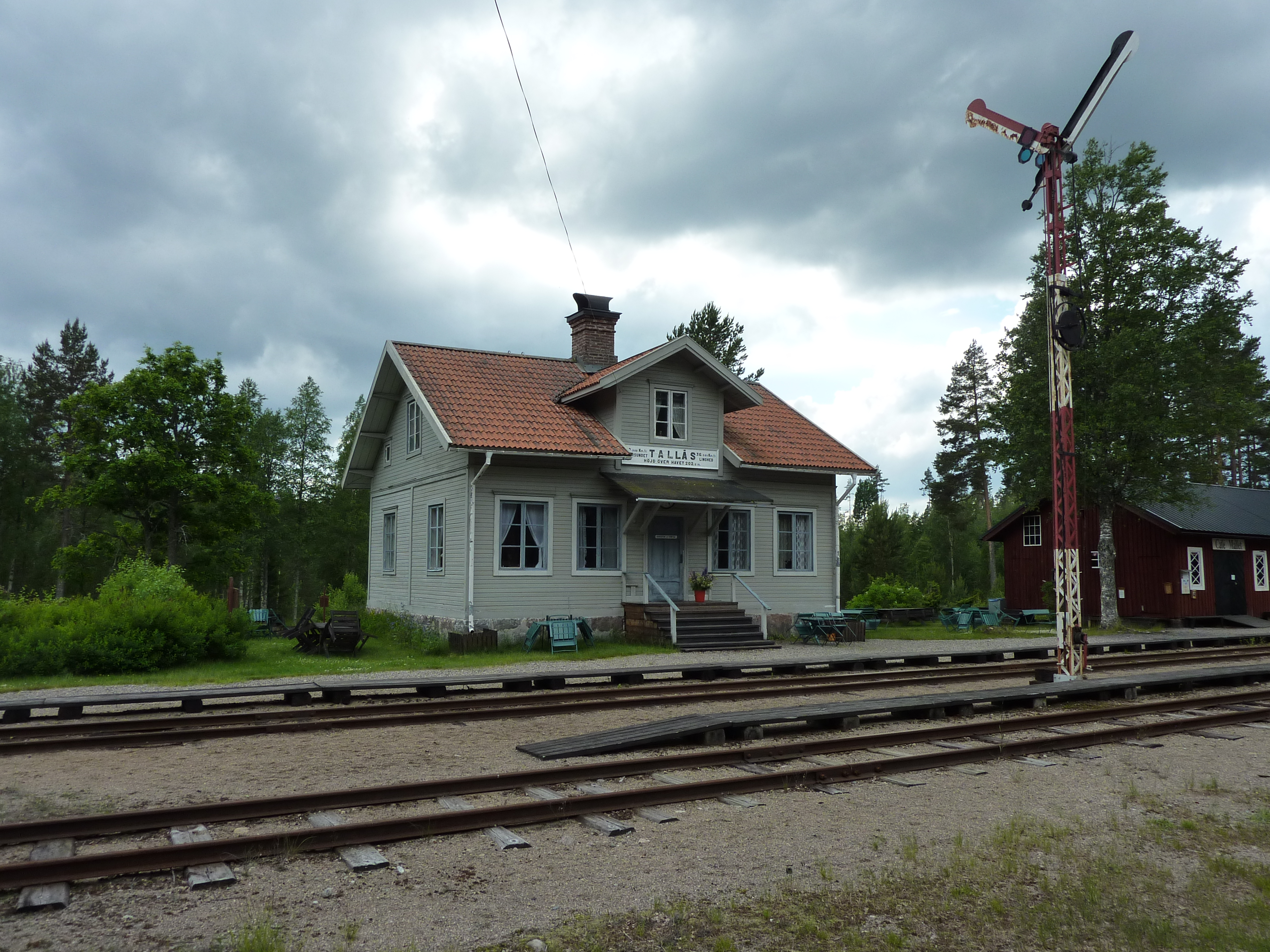
Tallås station

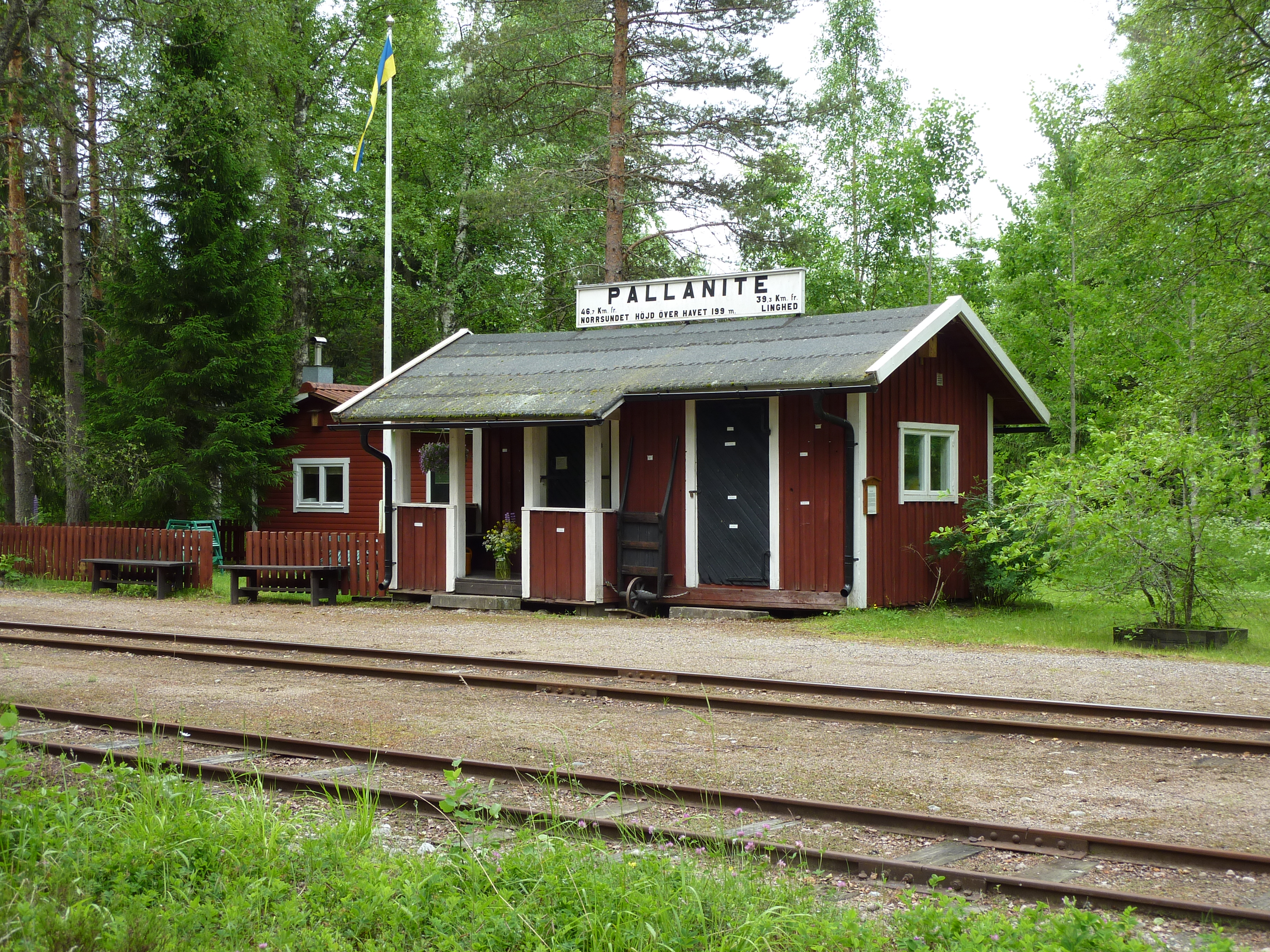
Pallanite station

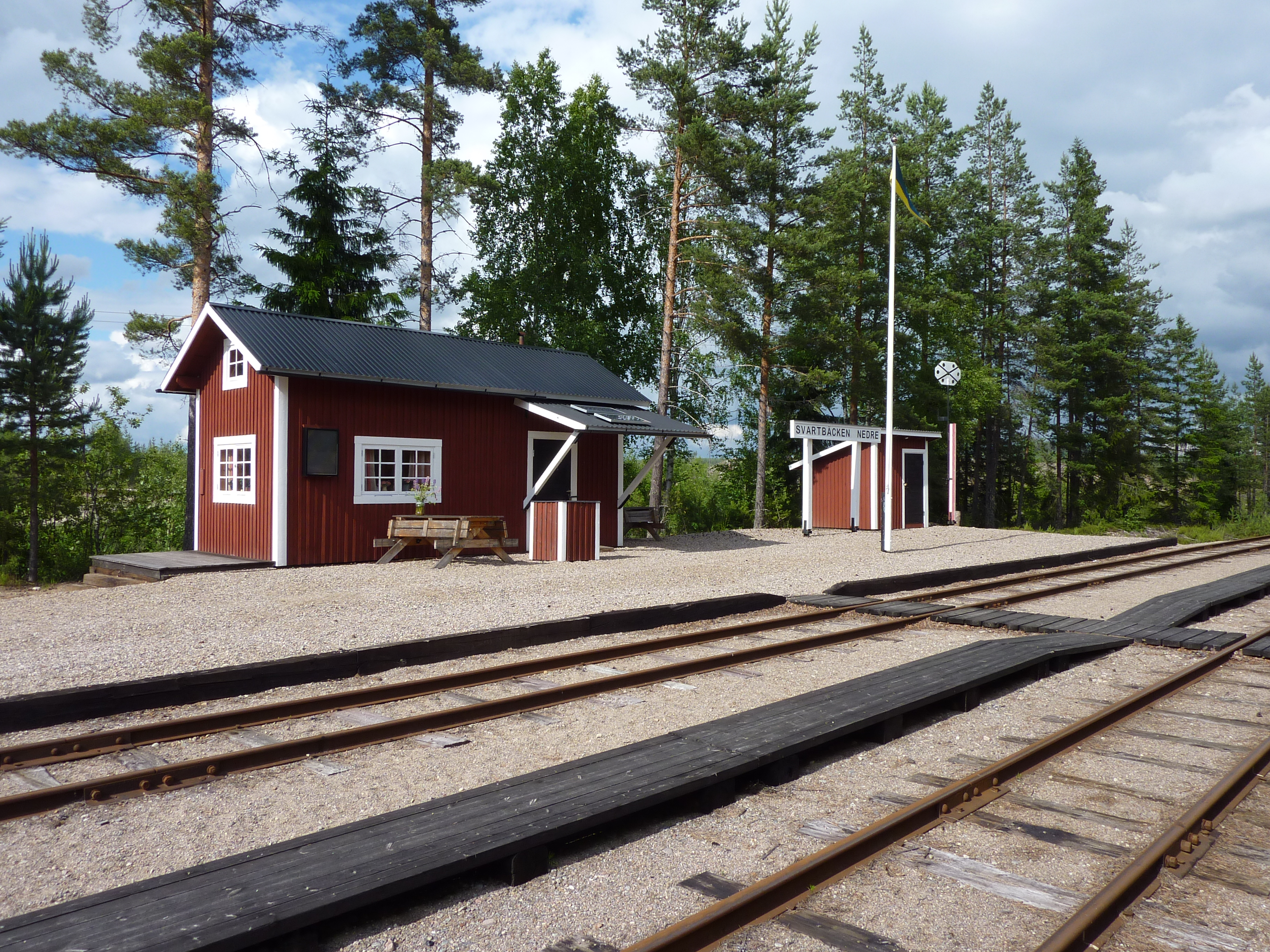
Svartbäcken nedre station

### Jädraås station
Stationshuset byggdes år 1884. Jädraås var Dala-Ockelbo-Norrsundets Järnvägs huvudort och Jädraås–Tallås Järnväg använder banans lokstall och verkstäder för att underhålla sina samlingar. I Jädraås finns en masugn och lancashiresmedja. Masugnen stängde på 1930-talet och lancashiresmedjan stängde slutligen under 1942.

### Åbo hållplats
Ursprungligen Åbo lastplats, som anlades 1892 med ett kort sidospår för lastning av träkol.
Lastplatsen användes endast under ett antal år och torde ha försvunnit redan i slutet av 1890-talet.

### Pallanite station
Stationsbyggnaden kommer från Stora Björnmossen som var en hållplats på Dala-Ockelbo-Norrsundets Järnväg. 

### Finkelboda hållplats
Hållplats är anlagd av Museisällskapet. Korgen till en av Dala-Ockelbo-Norrsundets Järnvägs godsfinkor finns uppställd på platsen.

### Itranite lastplats
Här låg sedan 1880 ett spår till DONJ järnvägens äldsta grusgrop, använd ända fram tills Tallås grusgrop började brukas. 1887 lades ett officiellt spår ut. Detta gick ned till en samma år byggd damm över Jädraån. Här monterades ett uppfordringsverk för upptagning av timmer som flottades i Jädraån och Lillån. Lastplatsen var bara i drift under två korta sommarmånader varje år. 1955 upphörde Itranite som lastplats.

### Tallås station
Stationen anlades 1880 och samma år uppfördes stationshuset. Här fanns tidigare ingen bebyggelse utan stationen anlades med tanke på att bli utgångspunkten för en sidobana till masugnen i Åmot.

### Svartbäcken nedre station
Järnvägens slutpunkt vid resa från Jädraås anlades 2000 av museijärnvägen som ersättning för Svartbäckens station, som ligger 3 km längre mot Linghed, men banvallen är använd som timmerväg denna sträcka. Föreningen har anlagt ett litet stationshus samt ett godsmagasin.

## Lok och vagnar
Jädraås-Tallås Järnvägar hade år 2011 sex ångfordon i drift, nämligen loken 2, 4, 9 och 12, samt ångvagnen Majorn och ångdressinen Huppen.

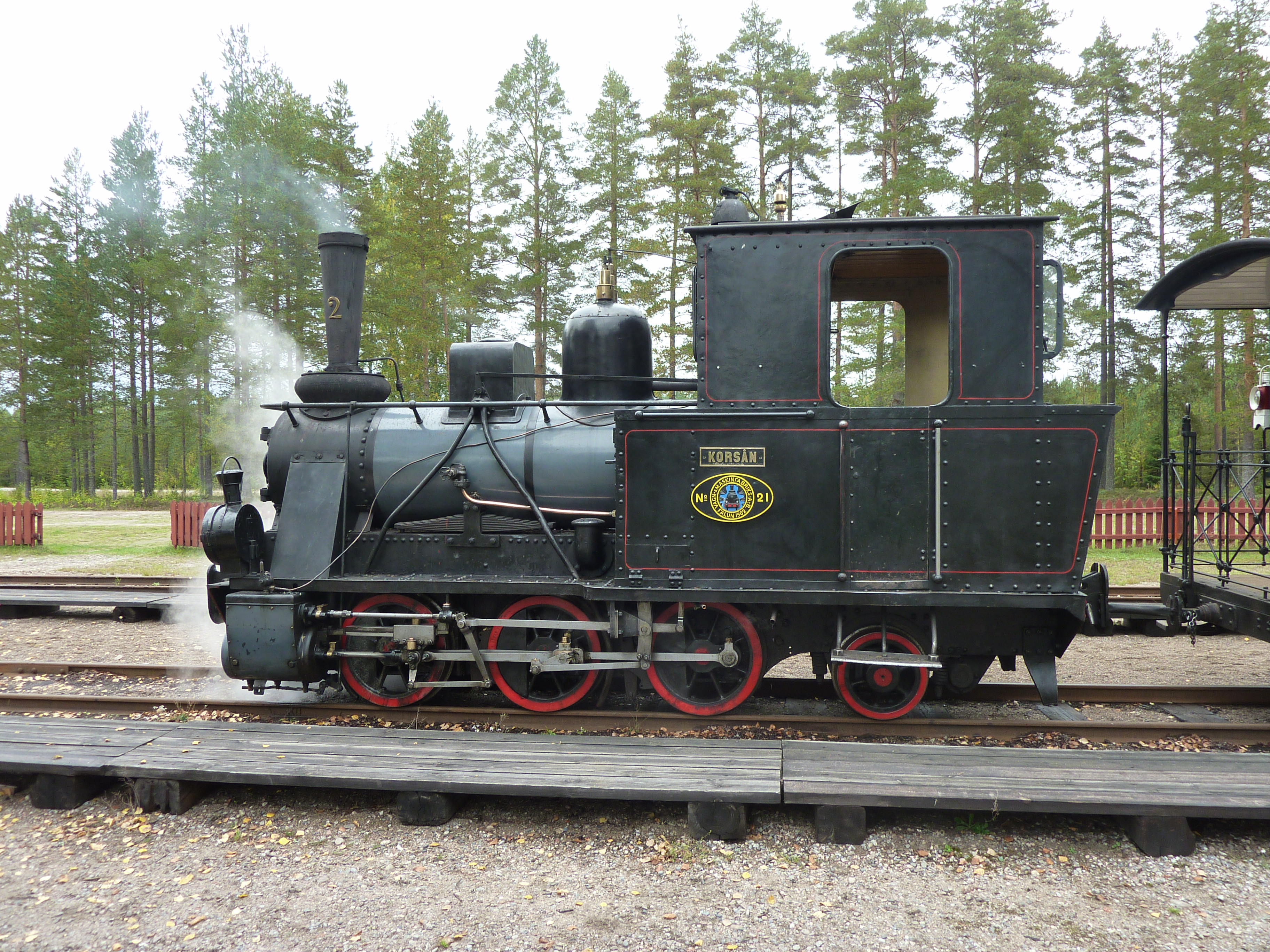
Lokomotiv nr 2 Korsån, byggt av Vagnsfabriks AB i Falun 1902, i Tallås

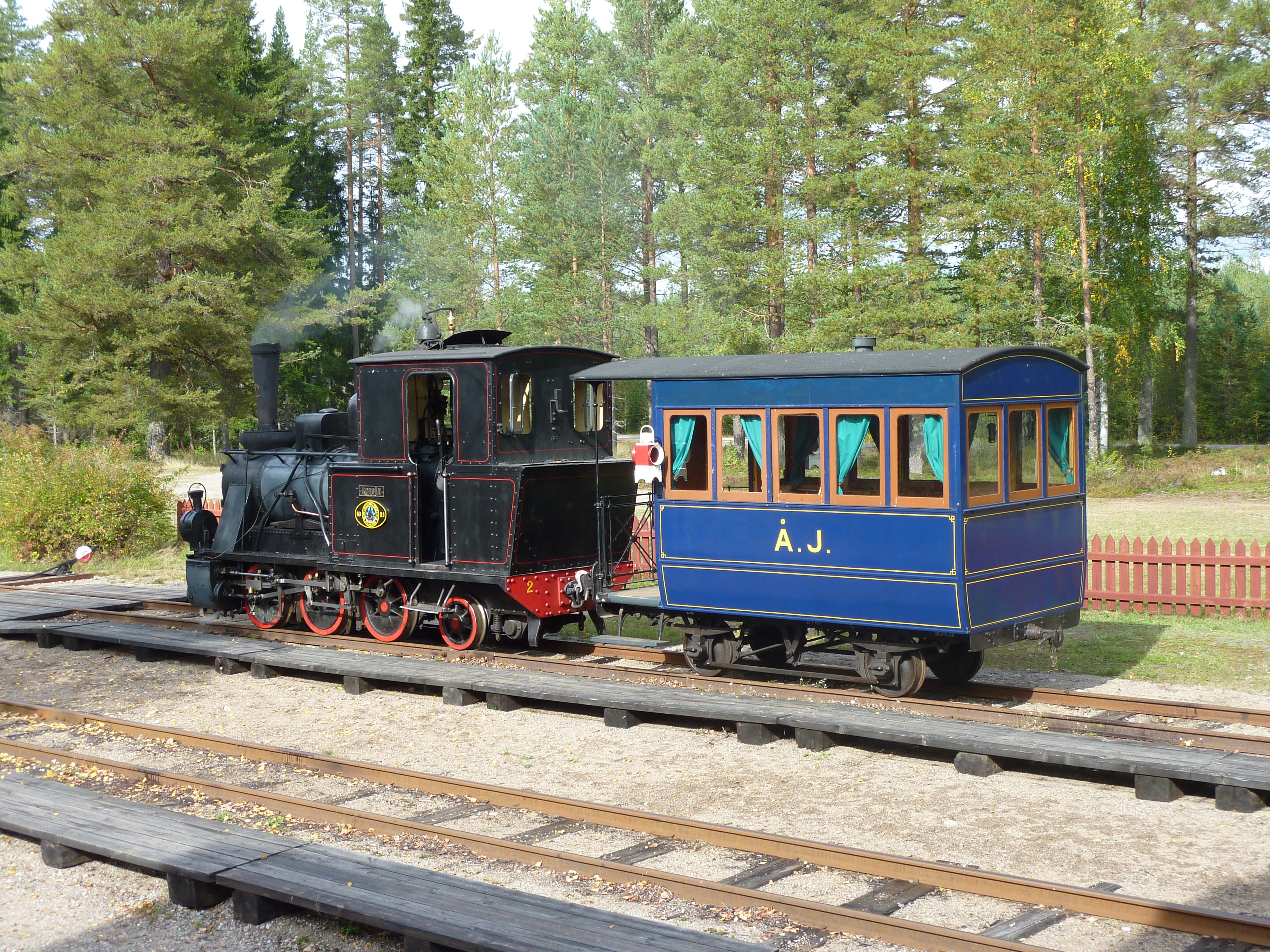
Korsån med Kungavagnen i Tallås

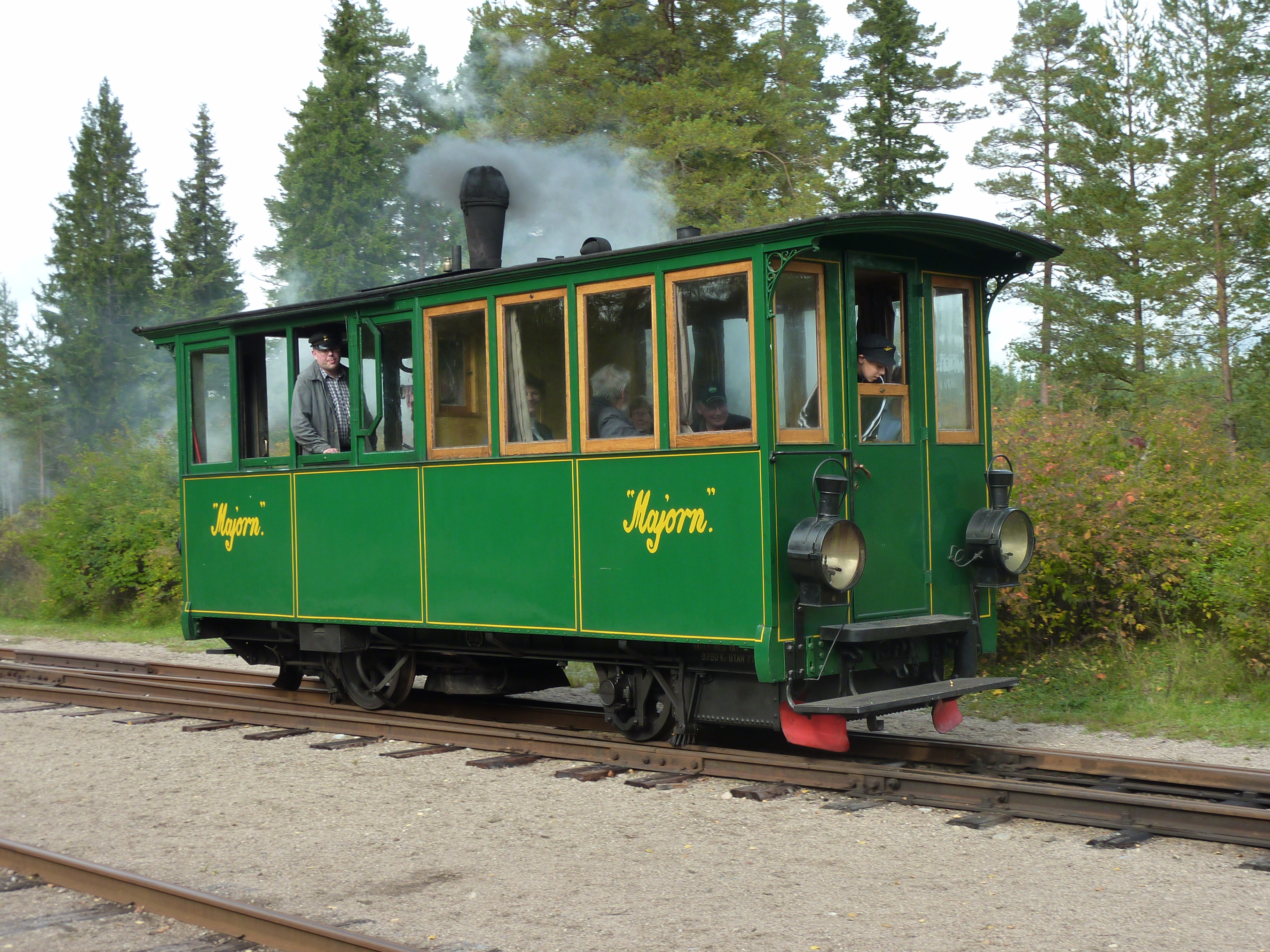
Majorn i Tallås

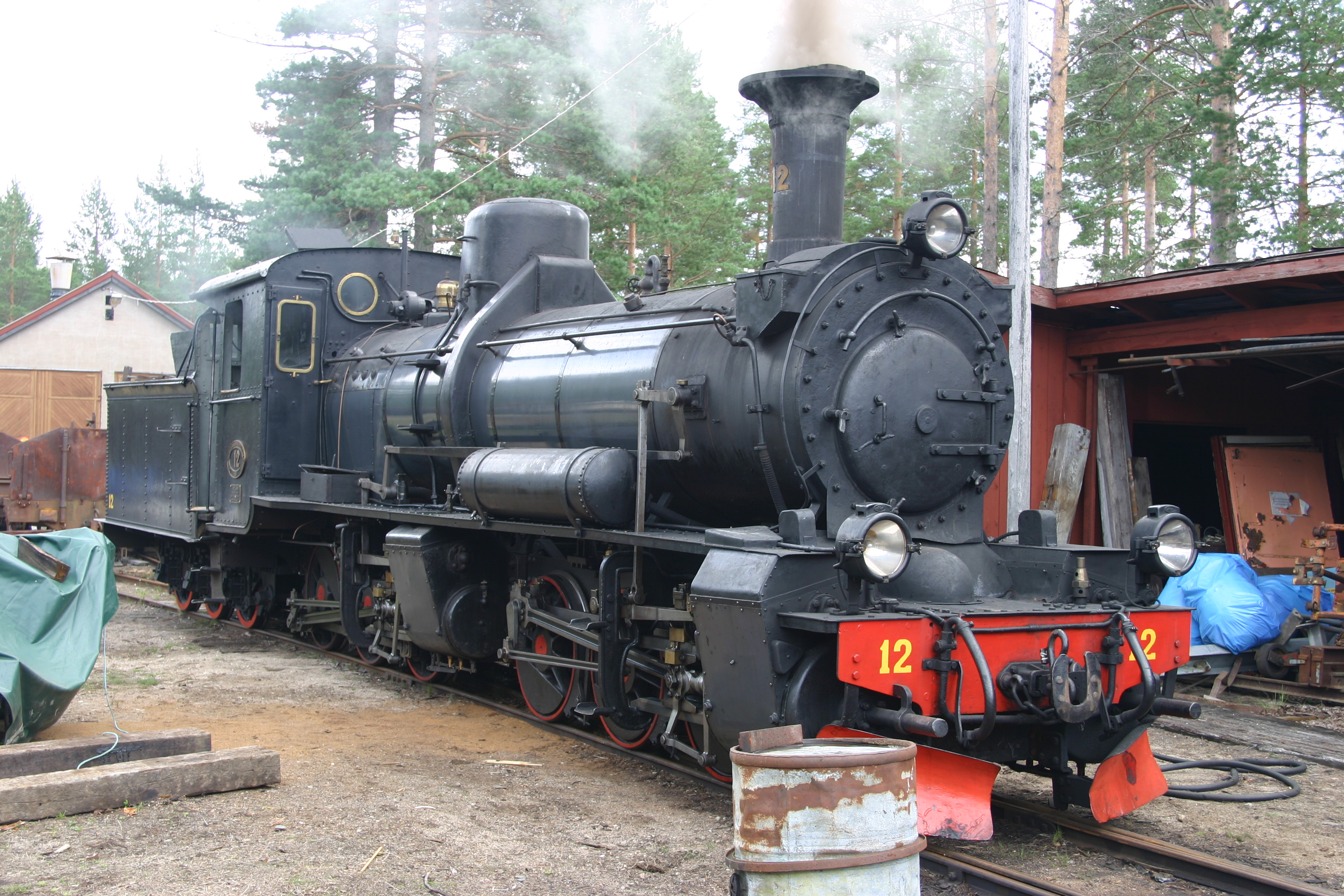
Malletlok DONJ nr 12 i Jädraås, 2008

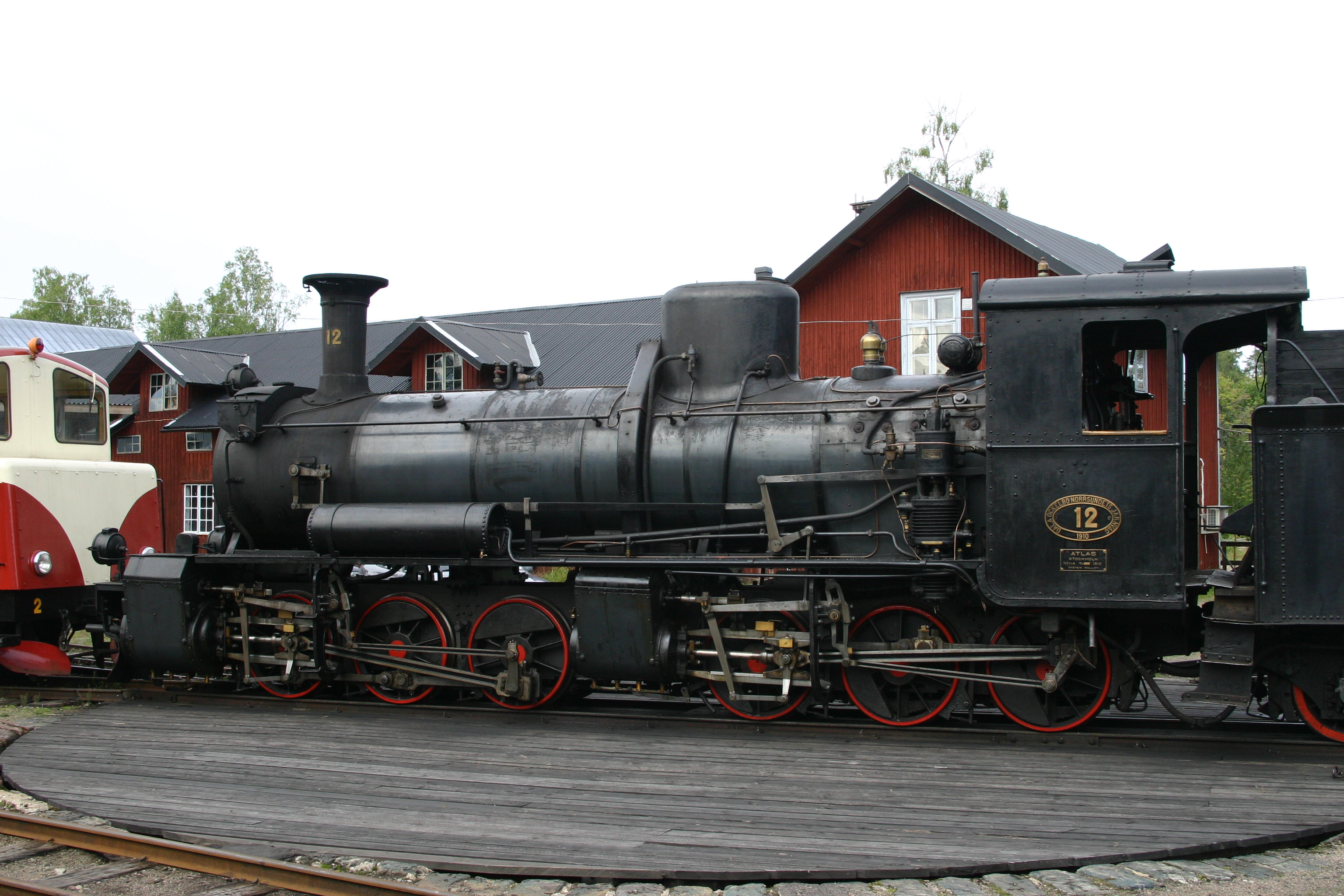
Lokomotiv DONJ nr 12 i Jädraås, 2008

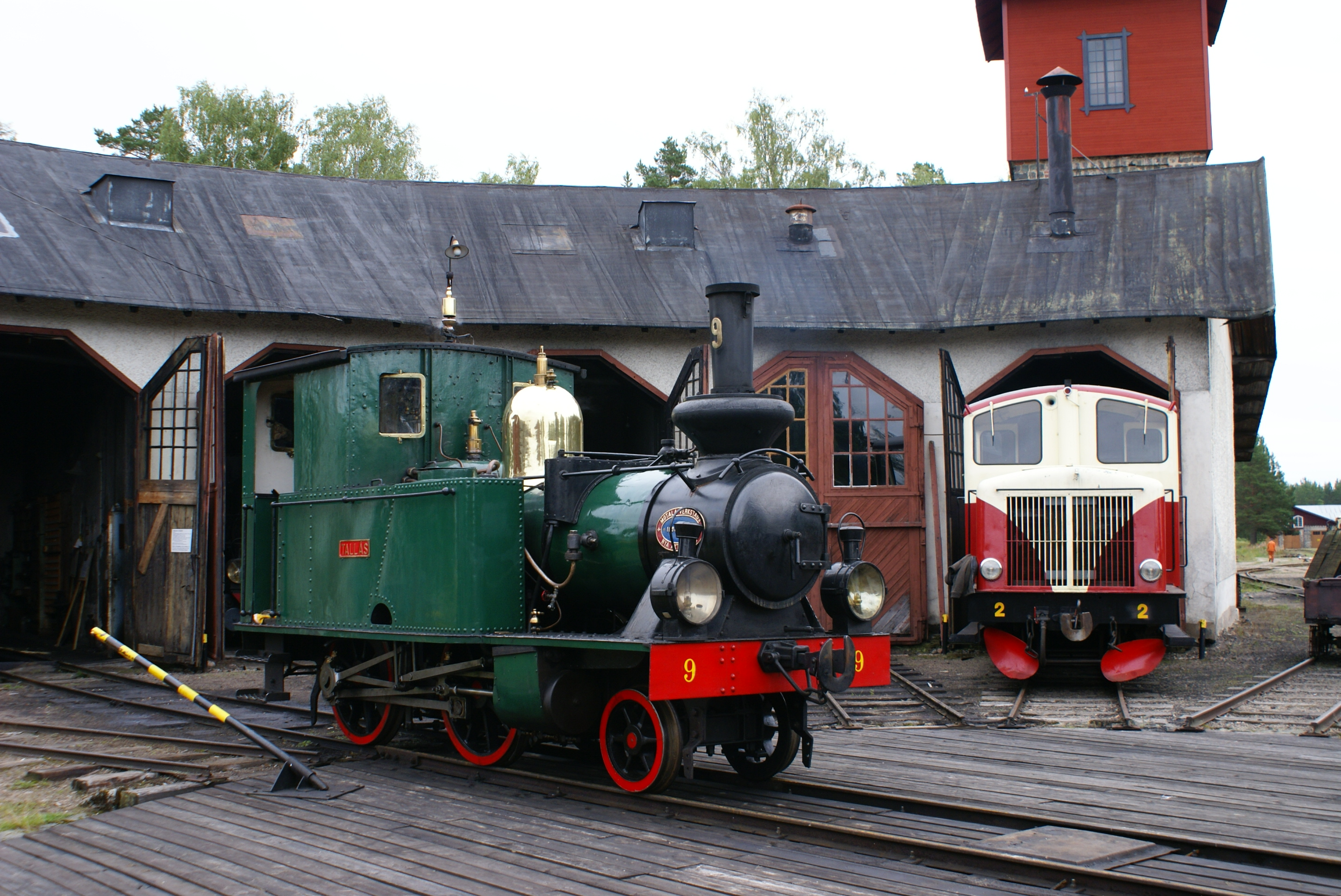
BLJ 9 och NKLJ 2 i Jädraås

### Ångfordon

#### Lokomotiv 2 Korsån
Loket byggdes 1902 av Vagnsfabriks AB i Falun ett dotterbolag till Stora Kopparbergs Bergslags AB för deras dotterbolaget Åg–Vintjärns Järnväg, en smalspårig järnväg från Vintjärn på Dala–Ockelbo–Norrsundets Järnväg via Ågs bruk till Svartbäckens lastplats vid sjön Hinsen. Detta var föreningens första lok och skänktes till föreningen 1961 av AB Dannemora Gruvor.

#### Lokomotiv 4 Sigbjörn
Loket var byggt 1901 av Motala Verkstad för Ulricehamns Järnväg. Loket såldes 1907 till Ljungbyholm–Karlslunda Järnväg och 1939 till Byvalla–Långshyttans Järnväg varifrån Museisällskapet köpte loket 1972. Det är i drift sedan 2010, och i trafik sedan 2011, efter renovering.

#### Lokomotiv DONJ 8
DONJ 8 är ett av tre malletlok som Dala-Ockelbo-Norrsundets Järnväg 1910 köpte från Aktiebolaget Atlas. Det är systerlokomotiv till DONJ nr 12 och är en gåva från Dala-Ockelbo-Norrsundets Järnväg. Det är sedan 2010 under renovering.

#### Lokomotiv 9
Tankloket är byggt av Motala Verkstad 1898 för Mariestad–Kinnekulle Järnväg. Västergötland–Göteborgs Järnvägar köpte Mariestad–Kinnekulle Järnväg och 1941 såldes loket till Byvalla–Långshyttans Järnväg varifrån Museisällskapet Jädraås - Tallås Järnväg köpte loket 1969.

#### Lokomotiv DONJ 12
Lokomotiv DONJ nr 12 är ett av ursprungligen tre malletlokomotiv, vilka byggdes av Aktiebolaget Atlas i Stockholm 1910 för Dala-Ockelbo-Norrsundets Järnväg. De tre malletloken byggdes för tung godstrafik på den backiga banan. Museisällskapet fick tillgång till loket 1983.

#### Ångfordonet Majorn DONJ
Ångvagnen är byggd 1888 av Atlas i Stockholm och användes för inspektionsresor. Gåva 1971 från Dala–Ockelbo–Norrsundets Järnväg.

#### Ångdressinen Huppen DONJ
Ångdressinen byggdes av Dala–Ockelbo–Norrsundets Järnväg 1898. Gåva 1971 från Dala–Ockelbo–Norrsundets Järnväg.

### Diesellok
Två typer av diesellok som användes på Dala–Ockelbo–Norrsundets Järnväg är skrotade. Från ASJ Falun levererades 1959 fyra diesellok som skrotades 1973. Det största dieselloket som gick på banan var T2p som hyrdes från Statens Järnvägar (SJ) mellan 1964 och 1970. Åven dessa är skrotade.

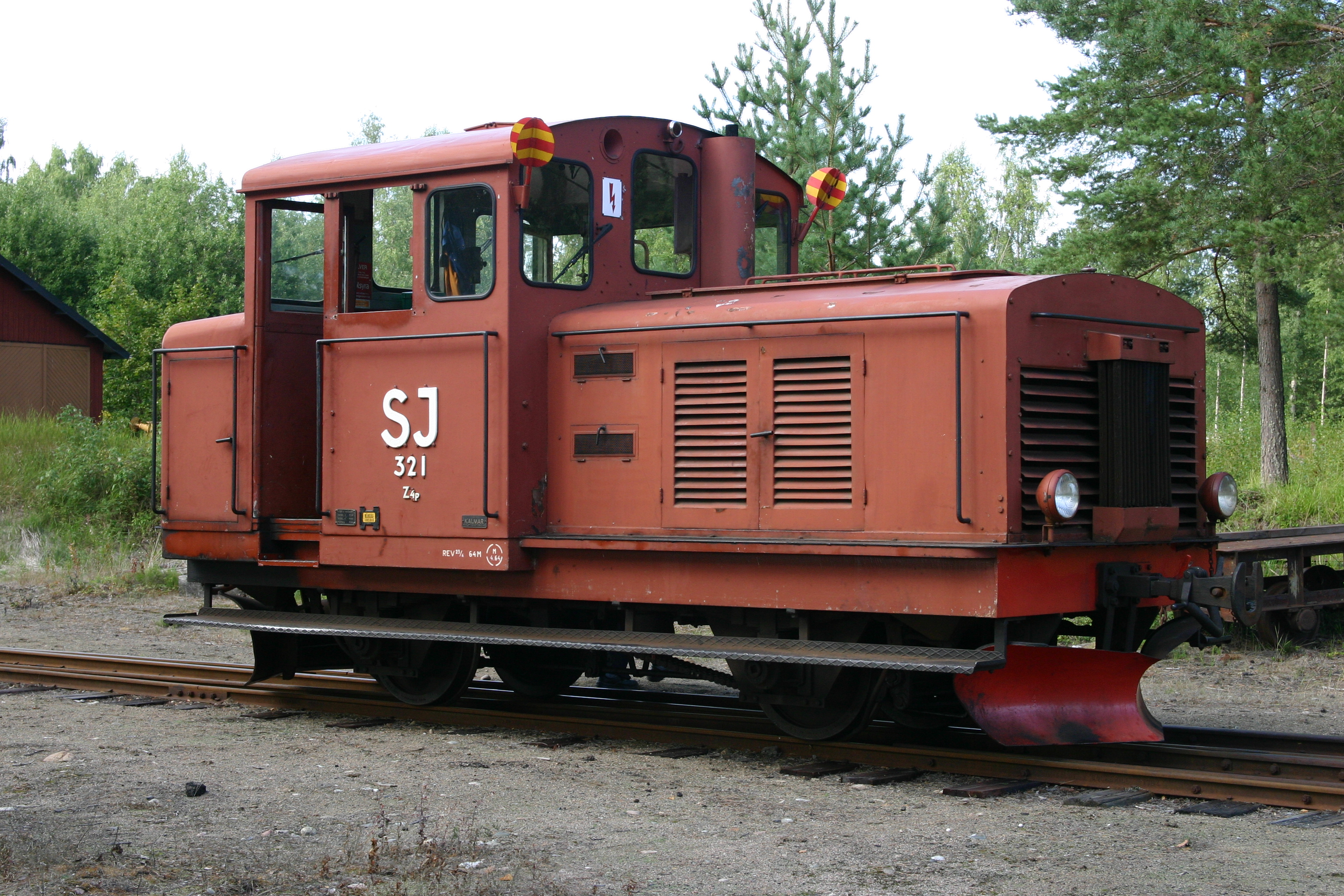
SJ Z4p 321 i Jädraås 16 augusti 2008.

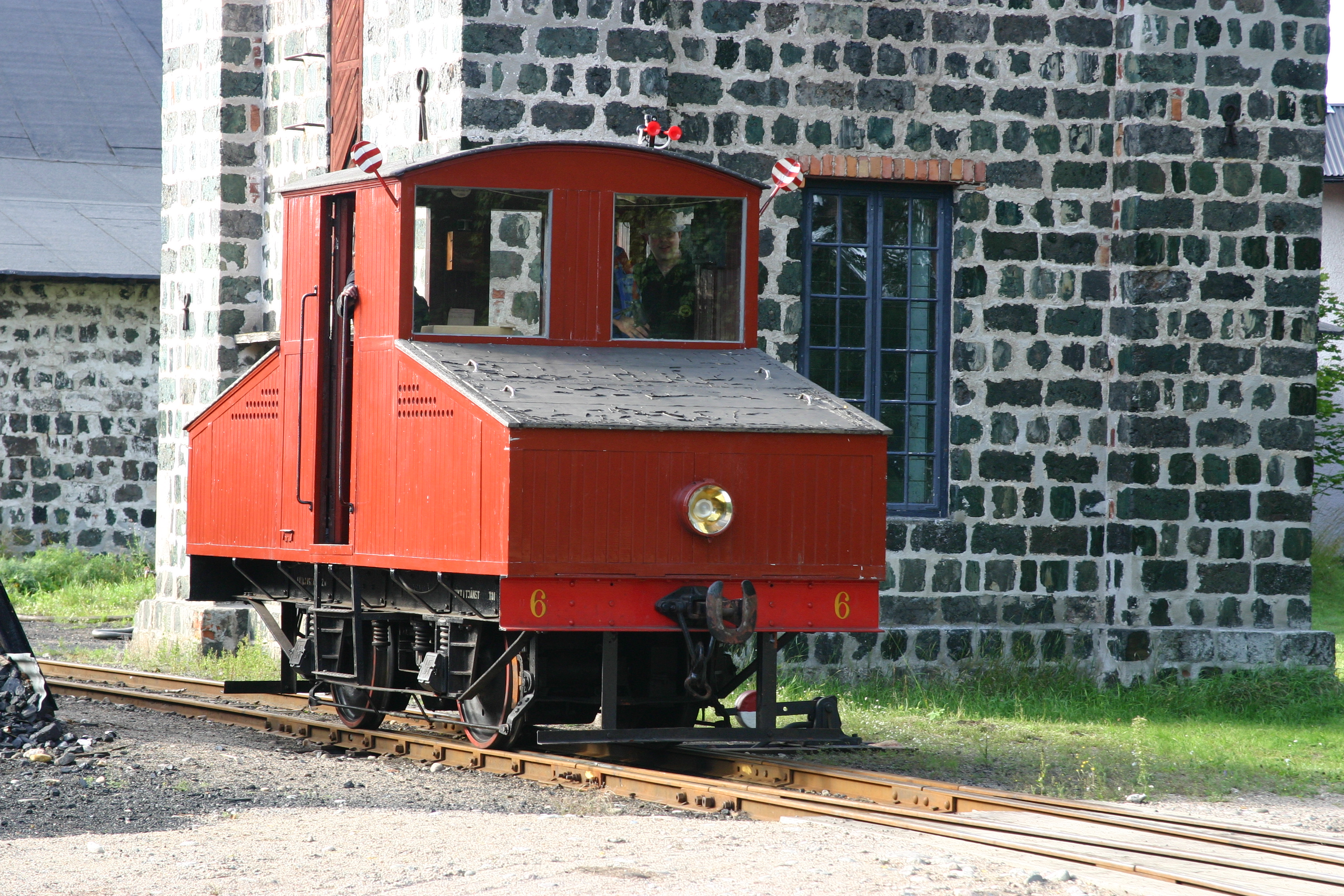
Ackumulatorloket JTJ 6 i Jädraås 16 augusti 2008.

#### Diesellok 2
Z4p byggt för Nordmark–Klarälvens Järnvägar vid Kalmar Verkstad 1956. Museisällskapet köpte loket från SL 1996.

#### Diesellok 5
Z4p byggt för SJ vid Kalmar Verkstad 1952. Gåva från Dala–Ockelbo–Norrsundets Järnväg 1972.

#### Diesellok 7
Zp byggt för Östra Smålands Järnväg vid Kalmar Verkstad 1932. Gåva från Dala–Ockelbo–Norrsundets Järnväg 1971. Lokomotorn är Kalmar verkstads först byggda lokomotor. Under DONJ:s tid användes lokomotorn mestadels vid växling på Jädraås bangård. 

#### Diesellok 321
Z4p byggt vid Kalmar Verkstad 1952. Museisällskapet köpte loket från SJ 1985.

### Ackumulatorlok 6
Ackumulatorloket var byggt 1917 av ASEA för Böksholms bruk. Loket var en gåva till Museisällskapet från Klippans Finpappersbruk.

### Vagnar
Museijärnvägen har förutom gods- och arbetsvagnar ett 20-tal passagerarvagnar.